# Seven de la República 2015
El Seven de la República de 2015 fue la trigésimo-segunda edición del torneo de rugby 7 de fin de temporada para uniones regionales afiliadas a la Unión Argentina de Rugby y la vigésimo-sexta en ser organizada en la ciudad de Paraná, Entre Ríos. Se llevó a cabo el 12 y 13 de diciembre de 2015 en El Plumazo y La Tortuguita, sedes del Club Atlético Estudiantes y Paraná Rowing Club, respectivamente.
A pesar de los rumores acerca de la posible licitación del torneo y la propuesta de crear un circuito nacional de cuatro fechas, la Unión Argentina de Rugby confirmó en septiembre de 2015 que el torneo se volvería a realizar en Paraná. Esto se debió, en parte, al compromiso de la Unión Entrerriana de Rugby, el Club Atlético Estudiantes y el Paraná Rowing Club a mejorar las sedes de acuerdo con las exigencias requeridas por la UAR (césped, riego, iluminación, primeros auxilios y palcos), las cuales se llevaron a cabo con el apoyo del Gobierno de la Provincia de Entre Ríos y la Municipalidad de Paraná.
Una tormenta eléctrica obligó a una suspensión temporal de la primera jornada, provocando que se disputaran partidos hasta altas horas de la madrugada y que la última ronda de la fase de grupos, tradicionalmente disputada en la primera jornada, se llevara a cabo el domingo junto a los encuentros de la fase final.
La Unión de Rugby de Buenos Aires ganó el torneo al vencer 31-10 en la final a la Unión Santafesina de Rugby y se convirtió en el primer equipo en la historia del torneo en ganar cuatro torneos de forma consecutiva. Los tries de las Águilas 7s en la final fueron marcados por Bruno Devoto (2), Juan Pablo Estellés, Rafael Desanto y Bautista Delguy, mientras que Juan Cruz González anotó tres conversiones. Por primera vez desde 2011, ningún torneo femenino formó parte del torneo.  

## Equipos participantes
Participaron del torneo veinticuatro equipos: dieciséis en la Zona Campeonato y ocho en la Zona Ascenso. 
| División                   | Equipo              | Unión                                                |
| -------------------------- | ------------------- | ---------------------------------------------------- |
| Zona Campeonato 16 equipos | Buenos Aires        | Unión de Rugby de Buenos Aires                       |
| Zona Campeonato 16 equipos | Chubut              | Unión de Rugby del Valle del Chubut                  |
| Zona Campeonato 16 equipos | Córdoba             | Unión Cordobesa de Rugby                             |
| Zona Campeonato 16 equipos | Cuyo                | Unión de Rugby de Cuyo                               |
| Zona Campeonato 16 equipos | Entre Ríos          | Unión Entrerriana de Rugby                           |
| Zona Campeonato 16 equipos | Formosa             | Unión de Rugby de Formosa                            |
| Zona Campeonato 16 equipos | Mar del Plata       | Unión de Rugby de Mar del Plata                      |
| Zona Campeonato 16 equipos | Nordeste            | Unión de Rugby del Nordeste                          |
| Zona Campeonato 16 equipos | Rosario             | Unión de Rugby de Rosario                            |
| Zona Campeonato 16 equipos | Salta               | Unión de Rugby de Salta                              |
| Zona Campeonato 16 equipos | San Juan            | Unión Sanjuanina de Rugby                            |
| Zona Campeonato 16 equipos | Santa Fe            | Unión Santafesina de Rugby                           |
| Zona Campeonato 16 equipos | Santiago del Estero | Unión Santiagueña de Rugby                           |
| Zona Campeonato 16 equipos | Sur                 | Unión de Rugby del Sur                               |
| Zona Campeonato 16 equipos | Tierra del Fuego    | Unión de Rugby de Tierra del Fuego                   |
| Zona Campeonato 16 equipos | Tucumán             | Unión de Rugby de Tucumán                            |
| Zona Ascenso 8 equipos     | Alto Valle          | Unión de Rugby del Alto Valle de Río Negro y Neuquén |
| Zona Ascenso 8 equipos     | Andina              | Unión Andina de Rugby                                |
| Zona Ascenso 8 equipos     | Austral             | Unión de Rugby Austral                               |
| Zona Ascenso 8 equipos     | Jujuy               | Unión Jujeña de Rugby                                |
| Zona Ascenso 8 equipos     | Lagos del Sur       | Unión de Rugby de los Lagos del Sur                  |
| Zona Ascenso 8 equipos     | Misiones            | Unión de Rugby de Misiones                           |
| Zona Ascenso 8 equipos     | Oeste               | Unión de Rugby del Oeste de Buenos Aires             |
| Zona Ascenso 8 equipos     | San Luis            | Unión Santafesina de Rugby                           |

La Unión de Rugby Austral regresó al torneo tras ausentarse en 2014, cuando fue reemplazada por Paraguay.

## Formato
Los veinticuatro equipos fueron divididos en dos categorías: Zona Campeonato (dieciséis equipos) y Zona Ascenso (ocho equipos). Ambas zonas se dividieron en grupos que se resolvieron con el sistema de todos contra todos a una sola ronda; la victoria otorgando 2 puntos, el empate 1 y la derrota 0 puntos. Todos los grupos fueron organizados de acuerdo a la posición final que cada equipo obtuvo en la edición anterior (a la Unión de Rugby Austral se le asignó la posición obtenida por Paraguay).
Zona Campeonato
La Zona Campeonato estuvo compuesta por cuatro grupos de cuatro equipos cada uno. Una vez resueltos los grupos, todos los equipos clasificaron a llaves finales (disputadas a eliminación directa) dependiendo de su posición: los dos mejores equipos de cada grupo clasificaron a los cuartos de final de la Copas de Oro, mientras que los 3.° y 4.° clasificaron a los cuartos de final de la Copa de Bronce. 
Los equipos eliminados en cuartos de final de la Copa de Oro clasificaron a las semifinales de la Copa de Plata, mientras que los eliminados en cuartos de final de la Copa de Bronce clasificaron a las semifinales de Posicionamiento. El ganador de la Copa de Oro es considerado el campeón de la temporada, mientras que el peor clasificado en la llave de Posicionamiento desciende a la Zona Ascenso de la siguiente temporada.
Zona Ascenso
La Zona Ascenso estuvo compuesta por dos grupos de cuatro equipos cada uno. Todos los equipos de la Zona Ascenso clasificaron a los cuartos de final de Ascenso, las posiciones en la fase de grupos sólo definieron las llaves: el 1.° de una zona con el 4.° de la otra, el 2.° con el 3.°, y así sucesivamente. A partir de cuartos, todos los partidos fueron a eliminación directa y el ganador de la final es el campeón de la Zona Ascenso  y asciende a la Zona Campeonato de la siguiente temporada.

## Zona Campeonato

### Zona 1
| Pos. | Equipos      | Partidos | Partidos | Partidos | Tantos | Tantos | Tantos | Pts. |
| Pos. | Equipos      | G        | E        | P        | PF     | PC     | DP     | Pts. |
| ---- | ------------ | -------- | -------- | -------- | ------ | ------ | ------ | ---- |
| 1.°  | Buenos Aires | 3        | 0        | 0        | 107    | 0      | +107   | 6    |
| 2.°  | Santa Fe     | 2        | 0        | 1        | 45     | 44     | +1     | 4    |
| 3.°  | Chubut       | 0        | 1        | 2        | 22     | 63     | -41    | 1    |
| 4.°  | Formosa      | 0        | 1        | 2        | 22     | 89     | -67    | 1    |

|  | Clasifica a Copa de Oro.    |
|  | Clasifica a Copa de Bronce. |

| 12 de diciembre | Buenos Aires | 41 - 0  | Formosa | Paraná Rowing Club, Paraná |  |
|                 |              | Reporte |         |                            |  |

| 12 de diciembre | Chubut | 5 - 14  | Santa Fe | Paraná Rowing Club, Paraná |  |
|                 |        | Reporte |          |                            |  |

| 12 de diciembre | Buenos Aires | 34 - 0  | Santa Fe | Paraná Rowing Club, Paraná |  |
|                 |              | Reporte |          |                            |  |

| 12 de diciembre | Chubut | 17 - 17 | Formosa | Paraná Rowing Club, Paraná |  |
|                 |        | Reporte |         |                            |  |

| 13 de diciembre | Buenos Aires | 32 - 0       | Chubut | Paraná Rowing Club, Paraná |  |
|                 |              | p.48 Reporte |        |                            |  |

| 13 de diciembre | Santa Fe | 31 - 5       | Formosa | Paraná Rowing Club, Paraná |  |
|                 |          | p.48 Reporte |         |                            |  |

### Zona 2
| Pos. | Equipos       | Partidos | Partidos | Partidos | Tantos | Tantos | Tantos | Pts. |
| Pos. | Equipos       | G        | E        | P        | PF     | PC     | DP     | Pts. |
| ---- | ------------- | -------- | -------- | -------- | ------ | ------ | ------ | ---- |
| 1.°  | Tucumán       | 3        | 0        | 0        | 64     | 19     | +45    | 6    |
| 2.°  | Mar del Plata | 2        | 0        | 1        | 73     | 14     | +59    | 4    |
| 3.°  | Cuyo          | 1        | 0        | 2        | 45     | 53     | -8     | 2    |
| 4.°  | San Juan      | 0        | 0        | 3        | 7      | 103    | -96    | 0    |

|  | Clasifica a Copa de Oro.    |
|  | Clasifica a Copa de Bronce. |

| 12 de diciembre | Tucumán | 26 - 0  | San Juan | CA Estudiantes, Paraná |  |
|                 |         | Reporte |          |                        |  |

| 12 de diciembre | Mar del Plata | 22 - 0  | Cuyo | CA Estudiantes, Paraná |  |
|                 |               | Reporte |      |                        |  |

| 12 de diciembre | Tucumán | 24 - 7  | Cuyo | CA Estudiantes, Paraná |  |
|                 |         | Reporte |      |                        |  |

| 12 de diciembre | Mar del Plata | 39 - 0  | San Juan | CA Estudiantes, Paraná |  |
|                 |               | Reporte |          |                        |  |

| 13 de diciembre | Tucumán | 14 - 12      | Mar del Plata | CA Estudiantes, Paraná |  |
|                 |         | p.48 Reporte |               |                        |  |

| 13 de diciembre | Cuyo | 38 - 7       | San Juan | CA Estudiantes, Paraná |  |
|                 |      | p.48 Reporte |          |                        |  |

### Zona 3
| Pos. | Equipos    | Partidos | Partidos | Partidos | Tantos | Tantos | Tantos | Pts. |
| Pos. | Equipos    | G        | E        | P        | PF     | PC     | DP     | Pts. |
| ---- | ---------- | -------- | -------- | -------- | ------ | ------ | ------ | ---- |
| 1.°  | Entre Ríos | 2        | 1        | 0        | 41     | 22     | +19    | 5    |
| 2.°  | Salta      | 1        | 2        | 0        | 36     | 17     | +19    | 4    |
| 3.°  | Rosario    | 1        | 1        | 1        | 46     | 19     | +27    | 3    |
| 4.°  | Sur        | 0        | 0        | 3        | 12     | 77     | -65    | 0    |

|  | Clasifica a Copa de Oro.    |
|  | Clasifica a Copa de Bronce. |

| 12 de diciembre | Entre Ríos | 22 - 5  | Sur | CA Estudiantes, Paraná |  |
|                 |            | Reporte |     |                        |  |

| 12 de diciembre | Rosario | 5 - 5   | Salta | CA Estudiantes, Paraná |  |
|                 |         | Reporte |       |                        |  |

| 12 de diciembre | Entre Ríos | 5 - 5   | Salta | CA Estudiantes, Paraná |  |
|                 |            | Reporte |       |                        |  |

| 12 de diciembre | Rosario | 29 - 0  | Sur | CA Estudiantes, Paraná |  |
|                 |         | Reporte |     |                        |  |

| 13 de diciembre | Entre Ríos | 14 - 12      | Rosario | CA Estudiantes, Paraná |  |
|                 |            | p.48 Reporte |         |                        |  |

| 13 de diciembre | Salta | 26 - 7       | Sur | CA Estudiantes, Paraná |  |
|                 |       | p.48 Reporte |     |                        |  |

### Zona 4
| Pos. | Equipos          | Partidos | Partidos | Partidos | Tantos | Tantos | Tantos | Pts. |
| Pos. | Equipos          | G        | E        | P        | PF     | PC     | DP     | Pts. |
| ---- | ---------------- | -------- | -------- | -------- | ------ | ------ | ------ | ---- |
| 1.°  | Córdoba          | 2        | 1        | 0        | 66     | 19     | +47    | 5    |
| 2.°  | Nordeste         | 1        | 2        | 0        | 40     | 33     | +7     | 4    |
| 3.°  | Tierra del Fuego | 1        | 0        | 2        | 28     | 40     | -12    | 2    |
| 4.°  | Sgo. del Estero  | 0        | 1        | 2        | 19     | 61     | -42    | 1    |

|  | Clasifica a Copa de Oro.    |
|  | Clasifica a Copa de Bronce. |

| 12 de diciembre | Córdoba | 12 - 12 | Nordeste | Paraná Rowing Club, Paraná |  |
|                 |         | Reporte |          |                            |  |

| 12 de diciembre | Tierra del Fuego | 14 - 5  | Santiago del Estero | Paraná Rowing Club, Paraná |  |
|                 |                  | Reporte |                     |                            |  |

| 12 de diciembre | Córdoba | 33 - 0  | Santiago del Estero | Paraná Rowing Club, Paraná |  |
|                 |         | Reporte |                     |                            |  |

| 12 de diciembre | Tierra del Fuego | 7 - 14  | Nordeste | Paraná Rowing Club, Paraná |  |
|                 |                  | Reporte |          |                            |  |

| 13 de diciembre | Córdoba | 21 - 7       | Tierra del Fuego | Paraná Rowing Club, Paraná |  |
|                 |         | p.48 Reporte |                  |                            |  |

| 13 de diciembre | Santiago del Estero | 14 - 14      | Nordeste | Paraná Rowing Club, Paraná |  |
|                 |                     | p.48 Reporte |          |                            |  |

## Zona Ascenso

### Zona 5
| Pos. | Equipos       | Partidos | Partidos | Partidos | Tantos | Tantos | Tantos | Pts. |
| Pos. | Equipos       | G        | E        | P        | PF     | PC     | DP     | Pts. |
| ---- | ------------- | -------- | -------- | -------- | ------ | ------ | ------ | ---- |
| 1.°  | Misiones      | 3        | 0        | 0        | 64     | 26     | +38    | 6    |
| 2.°  | Lagos del Sur | 2        | 0        | 1        | 50     | 35     | +15    | 4    |
| 3.°  | Andina        | 1        | 0        | 2        | 43     | 52     | -9     | 2    |
| 4.°  | San Luis      | 0        | 0        | 3        | 28     | 72     | -44    | 0    |

| 12 de diciembre | Lagos del Sur | 19 - 0  | San Luis | CA Estudiantes, Paraná |  |
|                 |               | Reporte |          |                        |  |

| 12 de diciembre | Misiones | 14 - 5  | Andina | CA Estudiantes, Paraná |  |
|                 |          | Reporte |        |                        |  |

| 12 de diciembre | Lagos del Sur | 17 - 14 | Andina | CA Estudiantes, Paraná |  |
|                 |               | Reporte |        |                        |  |

| 12 de diciembre | Misiones | 29 - 7  | San Luis | CA Estudiantes, Paraná |  |
|                 |          | Reporte |          |                        |  |

| 13 de diciembre | Lagos del Sur | 14 - 21      | Misiones | CA Estudiantes, Paraná |  |
|                 |               | p.48 Reporte |          |                        |  |

| 13 de diciembre | Andina | 24 - 21      | San Luis | CA Estudiantes, Paraná |  |
|                 |        | p.48 Reporte |          |                        |  |

### Zona 6
| Pos. | Equipos    | Partidos | Partidos | Partidos | Tantos | Tantos | Tantos | Pts. |
| Pos. | Equipos    | G        | E        | P        | PF     | PC     | DP     | Pts. |
| ---- | ---------- | -------- | -------- | -------- | ------ | ------ | ------ | ---- |
| 1.°  | Alto Valle | 3        | 0        | 0        | 108    | 12     | +96    | 6    |
| 2.°  | Austral    | 1        | 1        | 1        | 50     | 38     | +12    | 3    |
| 3.°  | Oeste      | 1        | 1        | 1        | 45     | 47     | -2     | 3    |
| 4.°  | Jujuy      | 0        | 0        | 3        | 12     | 118    | -106   | 0    |

| 12 de diciembre | Oeste | 0 - 35  | Alto Valle | Paraná Rowing Club, Paraná |  |
|                 |       | Reporte |            |                            |  |

| 12 de diciembre | Austral | 38 - 0  | Jujuy | Paraná Rowing Club, Paraná |  |
|                 |         | Reporte |       |                            |  |

| 12 de diciembre | Oeste | 33 - 0  | Jujuy | Paraná Rowing Club, Paraná |  |
|                 |       | Reporte |       |                            |  |

| 12 de diciembre | Austral | 0 - 26  | Alto Valle | Paraná Rowing Club, Paraná |  |
|                 |         | Reporte |            |                            |  |

| 13 de diciembre | Oeste | 12 - 12      | Austral | Paraná Rowing Club, Paraná |  |
|                 |       | p.48 Reporte |         |                            |  |

| 13 de diciembre | Jujuy | 12 - 47      | Alto Valle | Paraná Rowing Club, Paraná |  |
|                 |       | p.48 Reporte |            |                            |  |

## Fase final

### Copa de Oro
|  | Cuartos de final | Cuartos de final | Cuartos de final |            |              | Semifinales  | Semifinales | Semifinales |  |              | Final        | Final | Final |  |
|  |                  |                  |                  |            |              |              |             |             |  |              |              |       |       |  |
|  |                  |                  |                  |            |              |              |             |             |  |              |              |       |       |  |
|  | Buenos Aires     | Buenos Aires     | 40               |            |              |              |             |             |  |              |              |       |       |  |
|  | Buenos Aires     | Buenos Aires     | 40               |            |              |              |             |             |  |              |              |       |       |  |
|  | Nordeste         | Nordeste         | 7                |            |              |              |             |             |  |              |              |       |       |  |
|  | Nordeste         | Nordeste         | 7                |            | Buenos Aires | Buenos Aires | 28          |             |  |              |              |       |       |  |
|  |                  |                  |                  |            | Buenos Aires | Buenos Aires | 28          |             |  |              |              |       |       |  |
|  |                  |                  | Entre Ríos       | Entre Ríos | 7            |              |             |             |  |              |              |       |       |  |
|  | Entre Ríos       | Entre Ríos       | Entre Ríos       | Entre Ríos | 7            | 17           |             |             |  |              |              |       |       |  |
|  | Entre Ríos       | Entre Ríos       |                  |            |              |              |             |             |  |              |              |       |       |  |
|  | Mar del Plata    | Mar del Plata    | 12               |            |              |              |             |             |  |              |              |       |       |  |
|  | Mar del Plata    | Mar del Plata    | 12               |            |              |              |             |             |  | Buenos Aires | Buenos Aires | 31    |       |  |
|  |                  |                  |                  |            |              |              |             |             |  | Buenos Aires | Buenos Aires | 31    |       |  |
|  |                  |                  | Santa Fe         | Santa Fe   | 10           |              |             |             |  |              |              |       |       |  |
|  | Tucumán          | Tucumán          | Santa Fe         | Santa Fe   | 10           | 17           |             |             |  |              |              |       |       |  |
|  | Tucumán          | Tucumán          |                  |            |              |              |             |             |  |              |              |       |       |  |
|  | Salta            | Salta            | 12               |            |              |              |             |             |  |              |              |       |       |  |
|  | Salta            | Salta            | 12               |            | Tucumán      | Tucumán      | 0           |             |  |              |              |       |       |  |
|  |                  |                  |                  |            | Tucumán      | Tucumán      | 0           |             |  |              |              |       |       |  |
|  |                  |                  | Santa Fe         | Santa Fe   | 5            |              |             |             |  |              |              |       |       |  |
|  | Córdoba          | Córdoba          | Santa Fe         | Santa Fe   | 5            | 5            |             |             |  |              |              |       |       |  |
|  | Córdoba          | Córdoba          |                  |            |              |              |             |             |  |              |              |       |       |  |
|  | Santa Fe         | Santa Fe         | 17               |            |              |              |             |             |  |              |              |       |       |  |
|  | Santa Fe         | Santa Fe         | 17               |            |              |              |             |             |  |              |              |       |       |  |
|  |                  |                  |                  |            |              |              |             |             |  |              |              |       |       |  |

#### Copa de Plata
|  | Semifinales   | Semifinales   | Semifinales |       |               | Final Plata   | Final Plata | Final Plata |  |
|  |               |               |             |       |               |               |             |             |  |
|  |               |               |             |       |               |               |             |             |  |
|  | Nordeste      | Nordeste      | 5           |       |               |               |             |             |  |
|  | Nordeste      | Nordeste      | 5           |       |               |               |             |             |  |
|  | Mar del Plata | Mar del Plata | 22          |       |               |               |             |             |  |
|  | Mar del Plata | Mar del Plata | 22          |       | Mar del Plata | Mar del Plata | 7           |             |  |
|  |               |               |             |       | Mar del Plata | Mar del Plata | 7           |             |  |
|  |               |               | Salta       | Salta | 12            |               |             |             |  |
|  | Salta         | Salta         | Salta       | Salta | 12            | 24            |             |             |  |
|  | Salta         | Salta         |             |       |               | 24            |             |             |  |
|  | Córdoba       | Córdoba       | 19          |       |               |               |             |             |  |
|  | Córdoba       | Córdoba       | 19          |       |               |               |             |             |  |
|  |               |               |             |       |               |               |             |             |  |

### Copa de Bronce
|  | Cuartos de final    | Cuartos de final    | Cuartos de final |         |                     | Semifinales         | Semifinales | Semifinales |  |         | Final Bronce | Final Bronce | Final Bronce |  |
|  |                     |                     |                  |         |                     |                     |             |             |  |         |              |              |              |  |
|  |                     |                     |                  |         |                     |                     |             |             |  |         |              |              |              |  |
|  | Chubut              | Chubut              | 12               |         |                     |                     |             |             |  |         |              |              |              |  |
|  | Chubut              | Chubut              | 12               |         |                     |                     |             |             |  |         |              |              |              |  |
|  | Santiago del Estero | Santiago del Estero | 19               |         |                     |                     |             |             |  |         |              |              |              |  |
|  | Santiago del Estero | Santiago del Estero | 19               |         | Santiago del Estero | Santiago del Estero | 0           |             |  |         |              |              |              |  |
|  |                     |                     |                  |         | Santiago del Estero | Santiago del Estero | 0           |             |  |         |              |              |              |  |
|  |                     |                     | Rosario          | Rosario | 21                  |                     |             |             |  |         |              |              |              |  |
|  | Rosario             | Rosario             | Rosario          | Rosario | 21                  | 26                  |             |             |  |         |              |              |              |  |
|  | Rosario             | Rosario             |                  |         |                     |                     |             |             |  |         |              |              |              |  |
|  | San Juan            | San Juan            | 17               |         |                     |                     |             |             |  |         |              |              |              |  |
|  | San Juan            | San Juan            | 17               |         |                     |                     |             |             |  | Rosario | Rosario      | 14           |              |  |
|  |                     |                     |                  |         |                     |                     |             |             |  | Rosario | Rosario      | 14           |              |  |
|  |                     |                     | Cuyo             | Cuyo    | 22                  |                     |             |             |  |         |              |              |              |  |
|  | Tierra del Fuego    | Tierra del Fuego    | Cuyo             | Cuyo    | 22                  | 24                  |             |             |  |         |              |              |              |  |
|  | Tierra del Fuego    | Tierra del Fuego    |                  |         |                     |                     |             |             |  |         |              |              |              |  |
|  | Formosa             | Formosa             | 0                |         |                     |                     |             |             |  |         |              |              |              |  |
|  | Formosa             | Formosa             | 0                |         | Tierra del Fuego    | Tierra del Fuego    | 17          |             |  |         |              |              |              |  |
|  |                     |                     |                  |         | Tierra del Fuego    | Tierra del Fuego    | 17          |             |  |         |              |              |              |  |
|  |                     |                     | Cuyo             | Cuyo    | 19                  |                     |             |             |  |         |              |              |              |  |
|  | Cuyo                | Cuyo                | Cuyo             | Cuyo    | 19                  | 33                  |             |             |  |         |              |              |              |  |
|  | Cuyo                | Cuyo                |                  |         |                     |                     |             |             |  |         |              |              |              |  |
|  | Sur                 | Sur                 | 7                |         |                     |                     |             |             |  |         |              |              |              |  |
|  | Sur                 | Sur                 | 7                |         |                     |                     |             |             |  |         |              |              |              |  |
|  |                     |                     |                  |         |                     |                     |             |             |  |         |              |              |              |  |

#### Posicionamiento
|  | Semifinales | Semifinales | Semifinales |     |        | Final Posicionamiento | Final Posicionamiento | Final Posicionamiento |  |
|  |             |             |             |     |        |                       |                       |                       |  |
|  |             |             |             |     |        |                       |                       |                       |  |
|  | Chubut      | Chubut      | 31          |     |        |                       |                       |                       |  |
|  | Chubut      | Chubut      | 31          |     |        |                       |                       |                       |  |
|  | San Juan    | San Juan    | 14          |     |        |                       |                       |                       |  |
|  | San Juan    | San Juan    | 14          |     | Chubut | Chubut                | 24                    |                       |  |
|  |             |             |             |     | Chubut | Chubut                | 24                    |                       |  |
|  |             |             | Sur         | Sur | 12     |                       |                       |                       |  |
|  | Formosa     | Formosa     | Sur         | Sur | 12     | 12                    |                       |                       |  |
|  | Formosa     | Formosa     |             |     |        | 12                    |                       |                       |  |
|  | Sur         | Sur         | 14          |     |        | Final Descenso        | Final Descenso        | Final Descenso        |  |
|  | Sur         | Sur         | 14          |     |        | Final Descenso        | Final Descenso        | Final Descenso        |  |
|  |             |             |             |     |        |                       |                       |                       |  |
|  |             |             |             |     |        | San Juan              | San Juan              | 12                    |  |
|  |             |             |             |     |        | San Juan              | San Juan              | 12                    |  |
|  |             |             |             |     |        | Formosa               | Formosa               | 7                     |  |
|  |             |             |             |     |        | Formosa               | Formosa               | 7                     |  |
|  |             |             |             |     |        |                       |                       |                       |  |

### Zona Ascenso
|  | Cuartos de final | Cuartos de final | Cuartos de final |               |            | Semifinales | Semifinales | Semifinales |  |          | Final Ascenso | Final Ascenso | Final Ascenso |  |
|  |                  |                  |                  |               |            |             |             |             |  |          |               |               |               |  |
|  |                  |                  |                  |               |            |             |             |             |  |          |               |               |               |  |
|  | Misiones         | Misiones         | 24               |               |            |             |             |             |  |          |               |               |               |  |
|  | Misiones         | Misiones         | 24               |               |            |             |             |             |  |          |               |               |               |  |
|  | Jujuy            | Jujuy            | 12               |               |            |             |             |             |  |          |               |               |               |  |
|  | Jujuy            | Jujuy            | 12               |               | Misiones   | Misiones    | 28          |             |  |          |               |               |               |  |
|  |                  |                  |                  |               | Misiones   | Misiones    | 28          |             |  |          |               |               |               |  |
|  |                  |                  | Andina           | Andina        | 0          |             |             |             |  |          |               |               |               |  |
|  | Austral          | Austral          | Andina           | Andina        | 0          | 5           |             |             |  |          |               |               |               |  |
|  | Austral          | Austral          |                  |               |            |             |             |             |  |          |               |               |               |  |
|  | Andina           | Andina           | 24               |               |            |             |             |             |  |          |               |               |               |  |
|  | Andina           | Andina           | 24               |               |            |             |             |             |  | Misiones | Misiones      | 0             |               |  |
|  |                  |                  |                  |               |            |             |             |             |  | Misiones | Misiones      | 0             |               |  |
|  |                  |                  | Lagos del Sur    | Lagos del Sur | 10         |             |             |             |  |          |               |               |               |  |
|  | Alto Valle       | Alto Valle       | Lagos del Sur    | Lagos del Sur | 10         | 33          |             |             |  |          |               |               |               |  |
|  | Alto Valle       | Alto Valle       |                  |               |            |             |             |             |  |          |               |               |               |  |
|  | San Luis         | San Luis         | 0                |               |            |             |             |             |  |          |               |               |               |  |
|  | San Luis         | San Luis         | 0                |               | Alto Valle | Alto Valle  | 14          |             |  |          |               |               |               |  |
|  |                  |                  |                  |               | Alto Valle | Alto Valle  | 14          |             |  |          |               |               |               |  |
|  |                  |                  | Lagos del Sur    | Lagos del Sur | 17         |             |             |             |  |          |               |               |               |  |
|  | Lagos del Sur    | Lagos del Sur    | Lagos del Sur    | Lagos del Sur | 17         | 12          |             |             |  |          |               |               |               |  |
|  | Lagos del Sur    | Lagos del Sur    |                  |               |            |             |             |             |  |          |               |               |               |  |
|  | Oeste            | Oeste            | 0                |               |            |             |             |             |  |          |               |               |               |  |
|  | Oeste            | Oeste            | 0                |               |            |             |             |             |  |          |               |               |               |  |
|  |                  |                  |                  |               |            |             |             |             |  |          |               |               |               |  |

## Tabla de posiciones
Las posiciones finales al terminar el campeonato:
| 1.°  | Buenos Aires     | 6 | 0 | 0 | 206 | 24  | +182 | 12 |
| 2.°  | Santa Fe         | 4 | 0 | 2 | 77  | 80  | -3   | 8  |
| 3.°  | Entre Ríos       | 3 | 1 | 1 | 65  | 62  | +3   | 7  |
| 4.°  | Tucumán          | 4 | 0 | 1 | 81  | 36  | +45  | 8  |
| 5.°  | Salta            | 3 | 2 | 1 | 84  | 60  | +24  | 8  |
| 6.°  | Mar del Plata    | 3 | 0 | 3 | 114 | 48  | +66  | 6  |
| 7.°  | Córdoba          | 2 | 1 | 2 | 90  | 60  | +30  | 5  |
| 8.°  | Nordeste         | 1 | 2 | 2 | 52  | 95  | -43  | 4  |
| 9.°  | Cuyo             | 4 | 0 | 2 | 119 | 91  | +28  | 8  |
| 10.° | Rosario          | 3 | 1 | 2 | 107 | 58  | +49  | 7  |
| 11.° | Tierra del Fuego | 2 | 0 | 3 | 69  | 59  | +10  | 4  |
| 12.° | Sgo. del Estero  | 1 | 1 | 3 | 38  | 94  | -56  | 3  |
| 13.° | Chubut           | 2 | 1 | 3 | 89  | 108 | -19  | 5  |
| 14.° | Sur              | 1 | 0 | 5 | 45  | 146 | -101 | 2  |
| 15.° | San Juan         | 1 | 0 | 5 | 50  | 167 | -117 | 2  |
| 16.° | Formosa          | 0 | 1 | 5 | 41  | 139 | -98  | 1  |
| 17.° | Lagos del Sur    | 5 | 0 | 1 | 89  | 49  | +50  | 10 |
| 18.° | Misiones         | 5 | 0 | 1 | 116 | 48  | +68  | 10 |
| 19.° | Alto Valle       | 4 | 0 | 1 | 155 | 29  | +126 | 8  |
| 20.° | Andina           | 2 | 0 | 3 | 67  | 65  | +2   | 4  |
| 21.° | Oeste            | 1 | 1 | 2 | 45  | 59  | -14  | 3  |
| 22.° | Jujuy            | 0 | 0 | 4 | 24  | 142 | -118 | 0  |
| 23.° | San Luis         | 0 | 0 | 4 | 28  | 105 | -77  | 0  |
| 24.° | Austral          | 1 | 1 | 2 | 55  | 62  | -7   | 3  |

|  | Campeón Copa de Oro.                                       |
|  | Campeón Copa de Plata.                                     |
|  | Campeón Copa de Bronce.                                    |
|  | Ganador Posicionamiento.                                   |
|  | Desciende a Zona Ascenso.                                  |
|  | Campeón de Zona Ascenso y asciende a Zona Campeonato 2016. |

|                      |
| Buenos Aires Campeón |
| Décimo-quinto título |